# Біла вода (притока Вагу)
Б'єла вода (словац. Biela voda) — річка, права притока Вагу, в окрузі Пухов.
Довжина — 25.2 км; площа водозбору — 172,7 км².
Витік знаходиться на висоті близько 860 метрів біля гори Столечни в масиві Яворники. Серед приток — Бенядін і Гоштинський потік.
Впадає у Ваг при місті Пухов на висоті 262 метри.